# イザベル・アジャーニ
イザベル・ヤスミン・アジャーニ（アジャニー）（Isabelle Yasmine Adjani 発音例1発音例2, 1955年6月27日 - ）は、フランスの女優。
これまでセザール賞の主演女優賞を5度受賞しており、フランス映画史上最多記録。アカデミー賞には2度ノミネートされている。2010年にレジオンドヌール勲章を、2014年に芸術文化勲章を受勲した。

## 来歴

### 生い立ち
フランス・パリ17区出身。父親はアルジェリア人、母親はドイツ人。14歳のときにスカウトされて女優の道を歩むようになる。

### キャリア
1970年に映画デビュー。コメディ・フランセーズに所属し、舞台に立ったこともある。
1974年シュザンヌ・ビアンケッティ賞を受賞した。19歳のときに主演した『アデルの恋の物語』で、情熱の余り狂気に陥ってゆく主人公を演じて高い評価を得た。『カルテット』と『ポゼッション』でカンヌ国際映画祭女優賞を、『カミーユ・クローデル』でベルリン国際映画祭女優賞を受賞。
さらにカンヌ国際映画祭コンペディション部門の審査員長を2度務めており、1997年には今村昌平にパルム・ドールをもたらした。
これまでセザール賞の主演女優賞を5回受賞しており、フランス映画史上最多記録。『アデルの恋の物語』と『カミーユ・クローデル』でアカデミー主演女優賞にノミネートされたこともある。
1983年にはセルジュ・ゲンズブールプロデュースにより、歌手デビューを果たしている。
2016年には、第16回マラケシュ国際映画祭・トリビュート（功労賞）を受賞。

### 私生活
フランス語の他に英語・ドイツ語に堪能。
ゴダールの作品を突然降板したり、一度断った役を他の女優から奪い返したなどのスキャンダルも多い。マスコミが嫌いで、特に勝手に写真を撮られることを非常に嫌い、カンヌでパパラッチのカメラを壊したこともあるという。
1979年撮影監督ブリュノ・ニュイッテンとの間に男児をもうける。『イシュタール』(1987年）で共演したウォーレン・ベイティとのロマンスも知られている。1995年、俳優のダニエル・デイ＝ルイスとの間に男児をもうける。その後ミュージシャンのジャン・ミッシェル・ジャールと交際したが、別れている。2002年の『イザベル・アジャーニの 惑い』出演をきっかけに共演のスタニスラス・メラールと交際していたが破局。

## 主な出演作品
| 公開年 | 邦題 原題                                                                    | 役名                           | 備考                                                                                         |
| ------ | ---------------------------------------------------------------------------- | ------------------------------ | -------------------------------------------------------------------------------------------- |
| 1970   | Le Petit Bougnat                                                             | ローズ                         | 日本未公開 (タイトルの意味はこちらを参照 )                                                   |
| 1972   | 夏の日のフォスティーヌ Faustine et le bel été                                | カミーユ                       |                                                                                              |
| 1974   | 平手打ち La gifle                                                            | イザベル                       | TV5Mondeで2012年10月に日本語字幕付きで放映                                                   |
| 1975   | アデルの恋の物語 L'histoire d'Adèle H.                                       | アデル・ユゴー                 | 第48回アカデミー賞 主演女優賞 候補 セザール賞 主演女優賞 候補                                |
| 1976   | テナント/恐怖を借りた男 Le Locataire                                         | ステラ                         | VHS発売                                                                                      |
| 1976   | バロッコ Barocco                                                             | ロール                         | セザール賞 主演女優賞 候補                                                                   |
| 1976   | イザベル・アジャーニの女泥棒 Violette et François                            | ヴィオレット                   | VHS発売                                                                                      |
| 1979   | ザ・ドライバー The Driver                                                    | ザ・プレイヤー                 |                                                                                              |
| 1979   | ノスフェラトゥ Nosferatu: Phantom der Nacht                                  | ルーシー・ハーカー             |                                                                                              |
| 1979   | ブロンテ姉妹 Les Soeurs Brontë                                               | エミリー・ブロンテ             |                                                                                              |
| 1980   | Clara et les Chics Types                                                     | クララ                         | 日本未公開                                                                                   |
| 1981   | カルテット Quartet                                                           | マーリヤ・ゼッリ               | カンヌ国際映画祭 女優賞 受賞                                                                 |
| 1981   | ポゼッション Possession                                                      | アンナ／ヘレン                 | カンヌ国際映画祭 女優賞 受賞 セザール賞 主演女優賞 受賞                                      |
| 1981   | パリ風亭主操縦法 L'année prochaine... si tout va bien                        | イザベル                       | 映画祭(招待制)上映 VHS題「イザベル・アジャーニ 抱きしめたい」                                |
| 1982   | イザベル・アジャーニ 炎のごとく Tout feu, tout flamme                        | ポリーヌ                       | VHS題                                                                                        |
| 1982   | 死への逃避行 Mortelle randonnée                                              | カトリーヌ                     |                                                                                              |
| 1982   | アントニエッタ Antonieta                                                     | アントニエッタ                 | 映画祭(招待制)上映 VHS発売                                                                   |
| 1982   | 殺意の夏 L'été meurtrier                                                     | エリアーヌ                     | セザール賞 主演女優賞 受賞                                                                   |
| 1985   | サブウェイ Subway                                                            | エレナ                         | セザール賞 主演女優賞 候補                                                                   |
| 1987   | イシュタール Ishtar                                                          | シーラ                         |                                                                                              |
| 1988   | カミーユ・クローデル Camille Claudel                                         | カミーユ・クローデル           | ベルリン国際映画祭 女優賞 受賞 セザール賞 主演女優賞 受賞 第62回アカデミー賞 主演女優賞 候補 |
| 1993   | 可愛いだけじゃダメかしら Toxic Affair                                        | ペネロペ                       |                                                                                              |
| 1994   | 王妃マルゴ La Reine Margot                                                   | 王妃マルゴ                     | セザール賞 主演女優賞 受賞                                                                   |
| 1996   | 悪魔のような女 Diabolique                                                    | ミア                           |                                                                                              |
| 1998   | パパラッチ Paparazzi                                                         | 本人役                         |                                                                                              |
| 2002   | 愛のはじまり La repentie                                                     | シャルロット／レイラ           |                                                                                              |
| 2002   | イザベル・アジャーニの 惑い Adolphe                                          | エレノール                     | カブール・ロマンチック映画祭最優秀女優賞受賞                                                 |
| 2003   | ボン・ヴォヤージュ Bon voyage                                                | ヴィヴィアンヌ                 |                                                                                              |
| 2003   | イブラヒムおじさんとコーランの花たち Monsieur Ibrahim et les fleurs du Coran | ザ・スター                     |                                                                                              |
| 2008   | スカートデー La journée de la jupe                                           | ソニア・ベルジュラック         | セザール賞 主演女優賞 受賞 TV5Mondeで2012年10月日本語字幕付きで放映                          |
| 2009   | マムート Mammuth                                                             |                                | フランス映画祭で上映                                                                         |
| 2011   | ザ・フォース De force                                                        | クララ・ダミコ警視             |                                                                                              |
| 2012   | David et Madame Hansen                                                       | ハンセン・ベルクマン夫人       |                                                                                              |
| 2016   | Carole Matthieu                                                              |                                |                                                                                              |
| 2022   | 苦い涙 Peter von Kant                                                        | シドニー・フォン・グラーゼナプ |                                                                                              |
| 2022   | Mascarade                                                                    | マルタ役                       |                                                                                              |
| 2022   | Diane de Poitiers                                                            | ディアーヌ・ド・ポワチエ       |                                                                                              |

## 日本語参考文献
- 梶原和男(責任編集)『イザベル・アジャーニ 異郷の妖精、情熱のヒロイン』（デラックスカラーシネアルバム 27）芳賀書店、1987年、ISBN 4826105274 C0074
- 赤井励著『アジャーニ・ノート』青弓社、1992年、ISBN 4787270346 C0074 P2060E